# Плауру (Тулћа)
Плауру (рум. Plauru) насеље је у Румунији у округу Тулћа у општини Чаталкиој. Oпштина се налази на надморској висини од 1 m.

## Становништво
Према подацима из 2002. године у насељу је живело 96 становника, од којих су сви румунске националности.